# Роман II Молодший
Роман II Лакапін (грец. Ρωμανὸς B' Λεκαπηνός; близько 938 — 963)  — імператор Візантії з листопада 959 по 15 березня 963.

## Біографія
Був сином імператора Костянтина VII та Олени Лакапет, дочки імператора Романа I Лакапіна.
Середньовічні джерела згадують про Романа ІІ, що він був заручений з Гадвіґою, дочкою герцога Баварії Гайнріха І. 959 року він заступив на трон після смерті свого батька Костянтина VII у віці 21 рік, однак помер через три роки. Припускають, що його отруїла дружина Феофано.
Роман, схоже, був добрим правителем імперії. Він добре підбирав своїх дорадників та управлінців. 961 року візантійські війська під керівництвом воєначальника Никифора Фоки відвоювали Крит у арабів.
Роман помер молодим, залишивши двох неповнолітніх синів (Василя і Костянтина), опіку над якими взяла дружина Романа Феофано, і 2 дочок (старша, Олена, деякий час була можливо, нареченою Оттона II, у результаті він одружився з Феофано — родичкою Іоанна Цимісхія; та молодша, Анна Порфірогенета, яка народилася за два дні до смерті батька і вийшла заміж за київського князя Володимира.